# Otabek Kholmatov
Otabek Kholmatov (ouzbek : Xolmatov Otabek Shuxrat o`g`li ру : Отабек Холматов) est un boxeur professionnel ouzbek né le 22 juillet 1998 à Syr-Daria qui évolue dans la catégorie des poids plumes. Il a précédemment été médaillé de bronze aux championnats du monde de boxe juniors AIBA en 2016 dans la catégorie poids mouches en tant qu'amateur,.

## Carrière amateur
En septembre 2015, il devient champion d'Ouzbékistan chez les juniors dans la catégorie de poids des moins de 49 kg.

### Championnats du monde de boxe juniors AIBA 2016
En novembre 2016, il devient médaillé de bronze lors du championnat du monde juniors dans la catégorie de poids des moins de 52 kg :
- Seizièmes de finale : bat Fatkhidin Khamroyev (Kirghizistan) 4-1.
- Huitièmes de finale : bat Istvan Szaka (Hongrie) 5-0.
- Quarts de finale : victoire 5-0 contre Darwin Martinez Calero (Nicaragua).
- Demi-finales : défaite contre Hayato Tsutsumi (Japon)[3].

### Championnat d'Ouzbékistan 2017
Il a combattu dans la catégorie de poids des moins de 56 kg : 
- bat Ravshanbek Aminov en 1/8 de finale.
- perd en quart de finale contre Mirazizbek Mirzakhalilov.

### Championnat d'Ouzbékistan 2018
Il a combattu dans la catégorie des poids plumes (jusqu'à 57 kg) : 
- bat Khusrav Soatov en 1/32 de finale.
- bat Dostonbek Ulzhaboev en 1/16 de finale
- bat Ravshanbek Aminov en 1/8 de finale.
- bat Abdulla Kuchkarov en quart de finale.
- bat Mirazizbek Mirzakhalilov en demi-finale.
- perd contre Abdulkhai Shorakhmatov en finale[4].

### Championnat d'Ouzbékistan 2019
Il a combattu dans la catégorie des poids welters (jusqu'à 64 kg) : 
- bat Temurmalik Adhamov a gagné en 1/8 de finale.
- bat Boburmirzo Tolibov en quart de finale.
- perd contre Mujibillo Tursunov en demi-finale.

## Carrière professionnelle
Kholmatov a fait ses débuts professionnels contre Marcello Williams le 13 août 2021 et a remporté le combat au premier round par KO. En mars 2023, il a battu le Britannique Thomas Patrick Ward par KO technique.
Le 30 mai 2023, la WBA a officiellement ordonné la tenue d'un combat pour le titre des poids plumes entre le champion en titre Leigh Wood et son challengeur Otabek Khlomatov.
Wood ayant laissé vacant son titre le 17 octobre 2023, Kholmatov affronte Raymond Ford pour le gain de ce titre WBA des poids plumes à Vérone, dans l'État de New York le 2 mars 2024. Il perd par KO technique au 12e round. Il a été révélé par la suite que Kholmatov avait subi une déchirure du ligament croisé antérieur au cours du combat.
Après cette défaite, Kholmatov affronte Jason Canoy Manigos dans un combat poids plumes à Astana, au Kazakhstan, le 5 avril 2025. Il s'impose par arrêt de l'arbitre au huitième round.

## Distinction
- Ford - Kholmatov est élu combat de l’année en 2024 par Ring Magazine.